# Gruppo Sportivo Cantieri Tosi 1932-1933
Questa pagina raccoglie i dati riguardanti il Gruppo Sportivo Cantieri Tosi nelle competizioni ufficiali della stagione 1932-1933.

## Rosa
| N. |                   | Ruolo | Calciatore          |
| -- | ----------------- | ----- | ------------------- |
|    | Italia (bandiera) | P     | Boccuni             |
|    | Italia (bandiera) | C     | Capitanio           |
|    | Italia (bandiera) | D     | Caputo (I)          |
|    | Italia (bandiera) | C     | Michele Caputo (II) |
|    | Italia (bandiera) | A     | Nicola De Lorenzo   |
|    | Italia (bandiera) | D     | Falcone             |
|    | Italia (bandiera) | P     | Francesco Fasolini  |
|    | Italia (bandiera) | P     | Fontiguerra         |
|    | Italia (bandiera) | D     | Giuseppe Friuli     |
|    | Italia (bandiera) | A     | Pasquale Furno      |
|    | Italia (bandiera) | A     | Gioiso              |
|    | Italia (bandiera) | A     | Giuffrida           |
|    | Italia (bandiera) | C     | Michele Madonna     |
|    | Italia (bandiera) | D     | Cesare Maino        |

| N. |                   | Ruolo | Calciatore         |
| -- | ----------------- | ----- | ------------------ |
|    | Italia (bandiera) | D     | Manfredo Manfredi  |
|    | Italia (bandiera) | A     | Menicucci          |
|    | Italia (bandiera) | C     | Pavese             |
|    | Italia (bandiera) | D     | Rabagliati         |
|    | Italia (bandiera) | A     | Umberto Romano     |
|    | Italia (bandiera) | A     | Francesco Sacco    |
|    | Italia (bandiera) | D     | Mario Salvati      |
|    | Italia (bandiera) | D     | Sammarco           |
|    | Italia (bandiera) | D     | Armando Schievano  |
|    | Italia (bandiera) | A     | Scorcia            |
|    | Italia (bandiera) | A     | Francesco Semeraro |
|    | Italia (bandiera) | P     | Giuseppe Scotto    |
|    | Italia (bandiera) | A     | Rosario Trama      |
|    | Italia (bandiera) | C     | Giuseppe Valentini |